# Paolo Zerbino
Paolo Valerio Zerbino (Carpeneto, 21 de junio de 1905–Dongo, 28 de abril de 1945) fue un político italiano. Militante fascista desde temprana edad, llegó a ser ministro del Interior de la República Social Italiana.

## Biografía
Nacido en Carpeneto en 1905, realizó estudios de agricultura en la Universidad de Pisa.
Militante fascista desde temprana edad, en 1938 fue uno de los que suscribieron las Leyes raciales fascistas. En 1941 fue nombrado prefecto de la recién creada provincia de Spalato, cargo que mantendría hasta agosto de 1943. Tras la instauración de la República Social Italiana pasó a colaborar con el nuevo régimen, ejerciendo los cargos de prefecto de Turín y subsecretario de Interior. En febrero de 1945 fue nombrado ministro del Interior, en sustitución de Guido Buffarini. Durante el poco tiempo que permaneció en el cargo Zerbino trató infructuosamente reagrupar los diversos grupos armados fascistas que actuaban en la retaguardia. Su gestión, además, se vio envuelta por persistentes rumores de corrupción.
Capturado por los partisanos, fue fusilado en Dongo el 28 de abril de 1945 junto a una docena de dirigentes fascistas. Al día siguiente su cuerpo fue expuesto en la Plaza de Loreto de Milán, junto a los cadáveres de Mussolini y otros.